# Newark Liberty International Airport
Newark Liberty International Airport, oprindeligt navngivet Newark Airport og senere Newark International Airport, er en international lufthavn inden for bygrænserne for både Newark og Elizabeth i New Jersey, USA. Den ligger omkring 25 kilometer sydvest for Midtown i Manhattan, New York City.
Lufthavnens operatør er Port Authority of New York and New Jersey, der også styrer de to andre større lufthavne i New York-/New Jersey-området, John F. Kennedy International Airport (JFK) og LaGuardia lufthavn, sammen med to mindre lufthavne, Teterboro Airport og Downtown Manhattan Heliport. Newark er den tiendetravleste lufthavn i USA og landets femtetravleste internationale lufthavn – JFK ligger nummer et.
Newark Liberty er den næststørste hub for Continental Airlines, der er lufthavnens største lejer, idet selskabet bruger hele terminal C og dele af terminal A. FedEx Express har en af deres ti største fragthubs i Newark.
Scandinavian Airlines har flyrute fra lufthavnen til Københavns Lufthavn.
I 2006 havde Newark omkring 36 millioner passagerer. Sammen med JFK's 42 millioner og LaGuardias 26 millioner overhalede New Yorks luftrum Chicagos som det travleste i hele USA.